# Radiactivo Tour In Deutschland (single)
«Radiactivo Tour In Deutschland» es un sencillo del grupo musical Aviador Dro, editado el año 2003 por el sello "Metawave Pop" con la colaboración de Nuclearsi.com, bajo la referencia MWP-004.
Se trata de una edición limitada de 315 copias en formato vinilo, destinadas para la venta en sus conciertos de la gira alemana "Radiactivo Tour" (la primera que realizaban fuera de España) del mes de septiembre de 2003, con conciertos en Kaiserslautern, Erlangen, Zúrich, Berlín, Bochum y Hamburgo, además de su venta en línea en las webs de Metawave Music y Nuclearsi.com.

Su grabación se llevó a cabo en los estudios Reactor, bajo la supervisión de Moncho Campa.
El tema "Triunvirus" es exclusivo de este sencillo, descartado en su momento de las sesiones de grabación del álbum Mecanisburgo, pero el tema instrumental "Aviador DRO, ¿dígame?", formó parte al año siguiente de su EP Ultimátum a la Tierra.

## Lista de canciones
| Título                | Autor              |
| --------------------- | ------------------ |
| Triunvirus            | Servando Carballar |
| Aviador DRO, ¿dígame? | Servando Carballar |